# Cartoon Network Too
A Cartoon Network Too (rövidítve CN Too) egy éjjel-nappal fogható brit rajzfilm csatorna, mely a Turner Broadcasting (Time Warner) amerikai kábeltelevíziós társasághoz tartozik. A televízió modern és klasszikus rajzfilmeket sugároz. A csatorna Angliában és Írországban érhető el. A CN Too a Dexter laboratóriuma című rajzfilmet sugározta először.

## Műsorok
- Bakugan: Mechtanium kitörés (2012-2013)
- Kalandra fel! (2008)
- Ben 10 (2007-2013)
- Ben 10 és az idegen erők (2009-2014)
- Batman: A bátor és a vakmerő (2010-2014)
- Chop Socky Chooks (2010-2014)
- Nyomi szerencsétlen utazásai (2007)
- Jelszó: Kölök nem dedós (2006)
- A Görcs ikrek (2006-2007)
- Billy és Mandy kalandjai a kaszással (2007-2011)
- Fantasztikus Négyes (2008-2012)
- Ed, Edd és Eddy (2006-2010)
- Generátor Rex (2011-2014)
- Robotboy (2007-2014)
- Star Wars: A klónok háborúja (2011-2014)
- Transformers: Prime (2011-2013; 2014)
- Chowder (2010-2011)
- Fixi, Foxi és barátaik (October 2006-February 2007)
- Bakugan (2011-2014)
- Bolondos dallamok (2006-2007)
- Kedvenc Ed (2009-2011)
- László tábor (2007-2009)
- Casper az Ijesztő Iskolában (2006-2007; 2008)
- Hi Hi Puffy AmiYumi (2007-2008)
- Hong Kong Phooey (2006-2011)
- Boci és Pipi (2006-2009)
- Pokémon (2007-2011)
- Johnny Bravo (2006-2009; 2010-2011)
- Johnny Test (2007-2014)
- Saolin leszámolás (2008-2009)
- Pindur pandúrok (2006-2008)
- X-Men: Evolúció (2008)
- Tini titánok (2007-2009)
- Bátor, a gyáva kutya (2006-2007)
- Én vagyok Menyus (2006-2007)
- Szamuráj Jack (2007-2011)